# Лепеница (община Владичин хан)
Вижте пояснителната страница за други значения на Лепеница.
Лепеница (на сръбски: Лепеница или Lepenica) е село в Югоизточна Сърбия, Пчински окръг, община Владичин хан.

## Население
Според преброяването на населението от 2011 г. селото има 675 жители.

### Етнически състав
Данните за етническия състав на населението са от преброяването през 2002 г.
- сърби – 640 жители
- цигани – 92 жители
- неясно – 2 жители